# Boorgruis
| Boren naar olie           |
| ------------------------- |
| Boring                    |
| Onderdelen van een boring |
| Boorgat (bruin)           |
| Boorstang (paars)         |
| Boorkop (grijs)           |
| Boorvloeistof (blauw)     |
| Boorgruis (rood)          |
| Verbuizing (groen)        |

Boorgruis (Engels: cuttings) houdt gesteentefragmenten in die naar boven komen bij het doen van een boring. Gewoonlijk zijn dit boringen naar olie of gas, maar bij elke boring in gesteente komt gruis naar boven. Het boorgruis wordt omhooggebracht door de boorvloeistof (Engels: mud), die door het boorgat gepompt wordt. Dit voorkomt dat de boorkop aan het einde van de boorstangen vast komt te zitten in het gesteente.

## Onderzoek
Het onderzoeken van boorgruis is belangrijk om de formatie te bepalen waar de boorkop zich bevond toen het boorgruis ontstond (doordat de boorvloeistof er enige tijd over doet voordat het het boorgruis van diepte aan het oppervlak heeft gebracht, wordt altijd gesteente van bovenliggende -dus eerder aangeboorde- formaties gemonsterd). Deze informatie wordt gebruikt om logs te interpreteren en om te bepalen wanneer een boorkern genomen moet gaan worden. Gewoonlijk wordt het boorgruis onderzocht door een mudlogger, meestal werkzaam bij een extern bedrijf zoals Exlog (thans onderdeel van Halliburton) of Geoservices. Ook de wellsite geoloog onderzoekt het boorgruis, samen met de gesteentekernen.
Uit boorgruis wordt verschillende informatie gehaald, onder andere het type gesteente, een schatting van de porositeit en de aanwezigheid van koolwaterstoffen.